# Mare de Déu del Candeler de les Coromines
La Mare de Déu del Candeler o Santa Maria de les Coromines és una església al veïnat de les Coromines al terme municipal d'Aguilar de Segarra (Bages) inclosa en l'Inventari del Patrimoni Arquitectònic de Catalunya.
Es tracta d'una construcció tardana del romànic rural, feta d'una petita nau rectangular sense absis, amb el portal al costat de migdia i un campanar d'espadanya doble, per a dues campanes, encara que no se'n conserva cap, que descansa sobre el portal d'entrada.
Sembla que cal identificar-la amb l'antiga parròquia de Melancosa, dels masos de Melancosa i Arenal de Melancosa, que era servida per dos preveres i que és documentada ja en una de les primeres llistes de parròquies del Bisbat de Vic, anterior al 1154. Pertanyia a l'antic terme del castell de Castellar i era la parròquia d'un petit nucli de població establert després de la “reconquesta” del país. Degut a la seva minsa prosperitat fou declarada sufragània de la de Sant Miquel de Castellar, fins que el 1868 ho fou de la de Sant Pere de Seguers (terme municipal dels Prats de Rei).